# NGC 7724
NGC 7724 (również PGC 72015) – galaktyka spiralna (Sb), znajdująca się w gwiazdozbiorze Wodnika. Odkrył ją Édouard Jean-Marie Stephan 23 września 1873 roku.